# Eburodacrys granipennis
Eburodacrys granipennis es una especie de escarabajo longicornio del género Eburodacrys, tribu Eburiini, subfamilia Cerambycinae. Fue descrita científicamente por Gounelle en 1909.

## Descripción
Mide 10,9-20,6 milímetros de longitud.

## Distribución
Se distribuye por Bolivia, Brasil, Colombia, Ecuador, Paraguay, Perú y Trinidad y Tobago.